# Scopula cretaria
Scopula cretaria är en fjärilsart som beskrevs av Otto Staudinger 1892. Scopula cretaria ingår i släktet Scopula och familjen mätare. Inga underarter finns listade.